# Сельское поселение «Деревня Прудки»
Се́льское поселе́ние «Дере́вня Прудки́» — муниципальное образование в составе Малоярославецкого района Калужской области России.
Административный центр — деревня Прудки.

## Население
| 2010 | 2012 | 2013 | 2014 | 2015 | 2016 | 2017 |
| ---- | ---- | ---- | ---- | ---- | ---- | ---- |
| 451  | ↘436 | ↘426 | ↘404 | ↘392 | ↘384 | ↘380 |
| 2018 | 2019 | 2020 | 2021 |      |      |      |
| ↘375 | ↗386 | ↘356 | ↗419 |      |      |      |

## Состав поселения
- Абелей (деревня) — 4[2]
- Бабаево (деревня) — 9[2]
- Березенки (деревня) — 5[2]
- Бобровка (деревня) — 7[2]
- Большие Луга (деревня) — 0[2]
- Голухино (деревня) — 32[2]
- Гурьево (деревня) — 10[2]
- Доброе (деревня) — 3[2]
- Дольское (деревня) — 34[2]
- Закатовка (деревня) — 4[2]
- Николо-Дол (деревня) — 1[2]
- Победа (деревня) — 14[2]
- Прудки (деревня, административный центр) — 279[2]
- Соловьиные Зори (село) — 40[2]
- Столбовка (деревня) — 3[2]
- Ушаково (деревня) — 4[2]
- Шершино (деревня) — 2[2]